# MO3
MO3, pseudonimo di Melvin Abdul Noble Jr. (Dallas, 31 maggio 1992 – Dallas, 11 novembre 2020), è stato un rapper statunitense.

## Biografia
Originario di Dallas, nel corso della sua carriera musicale ha pubblicato sei mixtape, due dei quali hanno trovato il proprio posizionamento nella Top R&B/Hip-Hop Albums di Billboard.
Il suo primo album in studio Badazz MO3, realizzato in collaborazione con Boosie Badazz, è stato reso disponibile nel febbraio 2020 e ha esordito nella classifica dischi generale nazionale. Il primo album postumo intitolato Shottaz 4Eva è uscito l'anno seguente, collocandosi al 36º posto della stessa graduatoria. Ha inoltre conseguito due certificazioni di platino e una d'oro dalla RIAA, oltre a un'entrata nella Hot 100 degli Stati Uniti d'America.
È morto dopo essere stato coinvolto in una sparatoria autostradale l'11 novembre 2020, lasciando tre figli.

## Discografia

### Album in studio
- 2020 – Badazz MO3 (con Boosie Badazz)
- 2021 – Shottaz 4Eva
- 2024 – Legend

### Mixtape
- 2016 – Shottaz Reloaded
- 2016 – 4 Indictments
- 2017 – Gangsta Love, Pt. 1
- 2018 – Shottaz 3.0
- 2018 – 911: Gangsta Grillz
- 2019 – Osama

### Singoli
- 2017 – Kut Up (feat. Phatboyfresh)
- 2017 – And I
- 2018 – Mo3threestyle
- 2018 – Got Me Like (feat. Boosie Badazz)
- 2019 – Long Time Coming
- 2019 – 2 Nineteen
- 2019 – 2.21
- 2019 – Keep It G
- 2019 – Round & Round
- 2019 – No Feelings
- 2019 – Somebody
- 2019 – Radio
- 2019 – Let Me Find Out
- 2019 – Too Much Pride
- 2019 – That Ain't It
- 2019 – Ride for Me
- 2020 – Beat Em Up
- 2020 – Black Corona
- 2020 – Broken Love
- 2020 – Lil Mexico
- 2020 – Send One Up (con DJ Chose)
- 2020 – Quarantine Sex
- 2020 – I'm the Truth
- 2020 – Envy Me (con Mttm Dondon)
- 2020 – Broken Love (con Kevin Gates)
- 2021 – Outside (con OG Bobby Billions)
- 2021 – Control Us (con MTM DonDon e Numbaa 7)
- 2021 – Get Back
- 2021 – In My Blood (con Morray)
- 2021 – No Weapon (feat. Nichole Noble)
- 2022 – They Don't Know (con Tory Lanez)
- 2024 – Tidal Wave
- 2024 – Blood Money (con Finesse2tymes)
- 2024 – AR (con BigXthaPlug e That Mexican OT)